# 馬鞍溪
馬鞍溪，原名馬太鞍溪，是台灣花蓮溪的支流之一，發源自丹大山東北坡，流經花蓮縣萬榮鄉、鳳林鎮與光復鄉等鄉鎮，為鳳林鎮與光復鄉之界河，與光復溪匯流之後為花蓮溪。位於馬鞍溪沖積扇上緣的馬太鞍部落以馬太鞍豐年舞祭而聞名。沖積扇上的馬太鞍溼地目前規劃成生態保留區。
在臺東線光復隧道在馬鞍溪河床底下，以隧道穿越的方式行經。
馬鞍溪上游於2025年7月21日發生大規模崩塌，崩塌量約2億立方公尺，形成壩高約200公尺之堰塞湖，壩體上游集水區面積6,323公頃，若蓄水至滿水位，預計蓄水量為8,600萬立方公尺，至2025年8月12日蓄水量約2,200萬立方公尺。8月14日蓄水量為3,667萬立方公尺。2025年8月20日估計滿水位蓄水量為9,100萬立方公尺，截至8月20日蓄水量為4,800萬立方公尺，湖面面積為82公頃

## 參见
- 台灣河流列表
- 花蓮溪
- 馬太鞍部落
- 馬太鞍溼地

## 外部連結
- 花蓮溪水系簡介
- 花蓮溪河川流域不同水質指標比較(pdf)
- 花蓮溪主要支流-馬太鞍溪 水利署第九河川局 （页面存档备份，存于）

1. ↑  農業部林業及自然保育署. . 農業部林業及自然保育署.   [2025-08-13].
2. ↑  何國豐. . 更生日報.   [2025-08-13].
3. ↑  黃麗芸. . 中央社記. 2025-08-12  [2025-08-13].
4. ↑  . 中央社.   [2025-08-15].
5. ↑  . 聯合報.   [2025-08-20].